# Söderåkra socken
Söderåkra socken i Småland ingick i Södra Möre härad, ingår sedan 1971 i Torsås kommun och motsvarar från 2016 Söderåkra distrikt i Kalmar län.
Socknens areal är 106,2 kvadratkilometer, varav land 105,9. År 2000 fanns här 3 200 invånare. Tätorten Bergkvara samt tätorten och kyrkbyn Söderåkra med sockenkyrkan Söderåkra kyrka ligger i socknen. 

## Administrativ historik

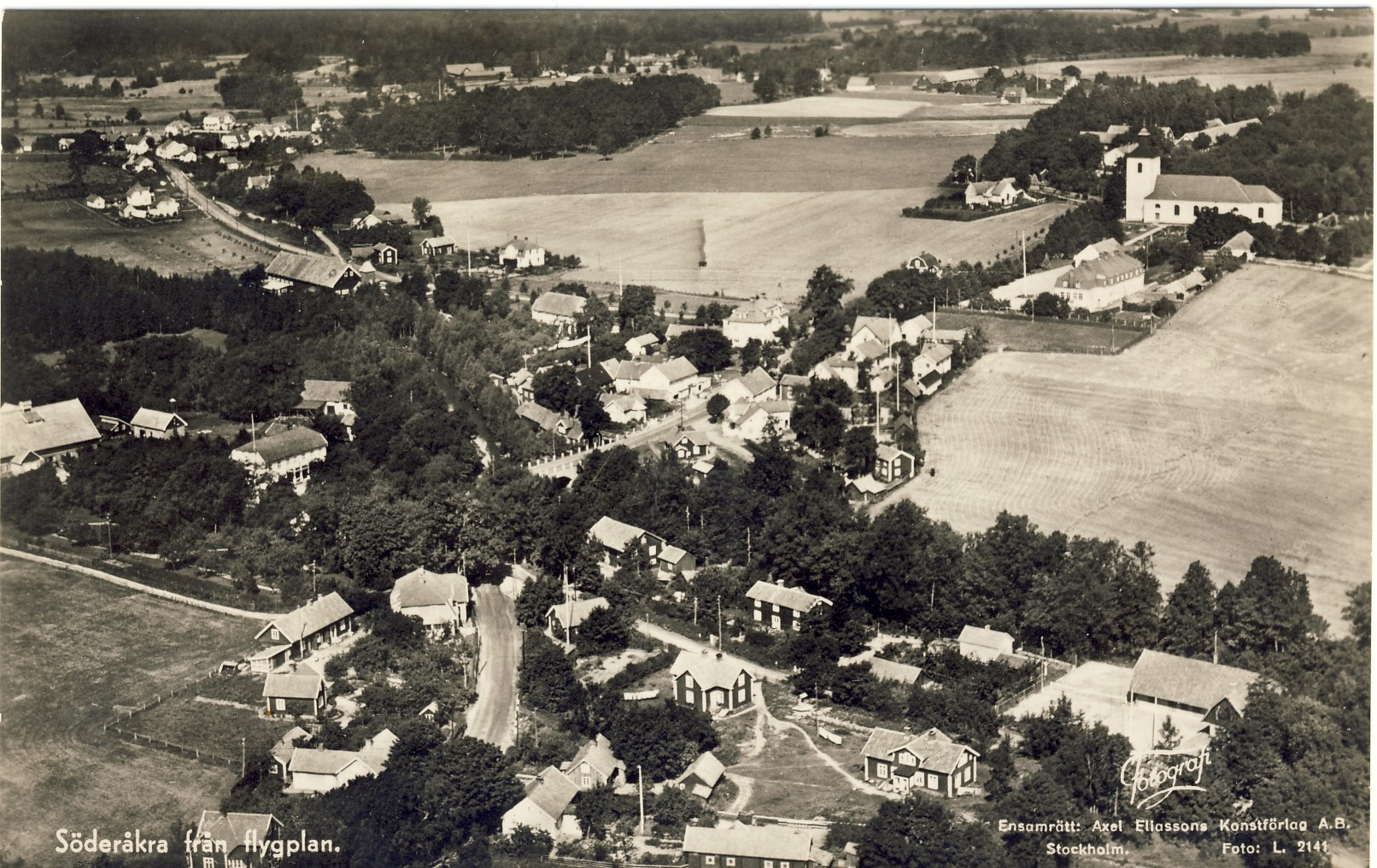
Flygfoto över centrala Söderåkra, omkring 1920-1930.

Socknens tidigare stenkyrka var troligen byggd på 1200-talet. I skriftliga källor nämns 'Sudherakers sokn' första gången 1390.
Vid kommunreformen 1862 övergick socknens ansvar för de kyrkliga frågorna till Söderåkra församling och för de borgerliga frågorna till Söderåkra landskommun. Landskommunen uppgick 1971 i Torsås kommun.
1 januari 2016 inrättades distriktet Söderåkra, med samma omfattning som församlingen hade 1999/2000.
Socknen har tillhört samma fögderier och domsagor som Södra Möre härad.
Socken indelades fram till 1901 i 111 båtsmanshåll, vars båtsmän tillhörde Södra Möres 2:a och 3:e båtsmanskompanier.

## Geografi
Söderåkra socken ligger i sydöstligaste Småland med gräns mot Blekinge i Brömsebäck. Innanför den bördiga kustslätten med lövskogsdungar dominerar flacka skogs- och kärrmarker.

## Fornminnen
Cirka 40 boplatser från stenåldern är kända samt cirka 40 bronsåldersrösen och 14 gravfält från järnåldern. Även ett stort antal lösfynd, främst från stenåldern är kända. Lämningar av två medeltidsfästen finns här och vid kusten flera skansar.
Vid arbete i jord vid Södra Kärr påträffades 23 hela och 62 bitar av kufiska silvermynt, en av Smålands inte särskilt mångtaliga depåfynd. Även det välkända depåfyndet från Östra Påboda har hittats i socknen, i vilken ett par mycket vackra beslag av förgyllt silver, det kändaste inslaget i skatten, men däremot inga mynt ingick. Ett vackert depåfynd från bronsåldern lär ha påträffats här, antagligen vid Thorstorps gård, men mycket fakta om fyndet förlorades då det ingått i en privatsamling. Skatten lär ha utgjorts av en mycket vacker bältesskål, en enkel bälteskupa och minst en halsring. Vid Grisbäck hittades det avhuggna ändpartiet av en ormhuvudring av guld, en ädel pjäs, vid ombyggnad av en källare då den låg bland sjösandsfyllningen inuti källarens skalmurar. Inte särskilt långt bort, vid Ragnabo, anträffades en hel dylik under kanalgrävning.

## Namnet
Namnet (1390 Sudheraker) består av förledet söder och efterledet åker.

### Fotnoter
1. 1 2 3  Svensk Uppslagsbok andra upplagan 1947–1955: Söderåkra socken
2. 1 2  Harlén, Hans; Harlén Eivy (2003). Sverige från A till Ö: geografisk-historisk uppslagsbok. Stockholm: Kommentus. Libris 9337075. ISBN 91-7345-139-8
3. ↑  DMS 4:1 Möre
4. ↑  Administrativ historik för Söderåkra socken (Klicka på församlingsposten). Källa: Nationella arkivdatabasen, Riksarkivet.
5. ↑  "Ostkanten" om Blekinge och Södra Möres båtsmän
6. 1 2  Sjögren, Otto (1931). Sverige geografisk beskrivning del 2 Östergötlands, Jönköpings, Kronobergs, Kalmar och Gotlands län. Stockholm: Wahlström & Widstrand. Libris 9939
7. 1 2 3  Nationalencyklopedin
8. ↑  Fornlämningar, Statens historiska museum: Söderåkra socken
9. ↑  Fornminnesregistret, Riksantikvarieämbetet: Söderåkra socken Fornminnen i socknen erhålls på kartan genom att skriva in sockennamn (utan "socken") i "Ange geografiskt område"